# Civil War (песня)
«Civil War» — песня американской рок-группы Guns N’ Roses, первоначально изданная сборнике Nobody's Child: Romanian Angel Appeal в 1990 году, а затем в альбоме 1991 года Use Your Illusion II. Написана Экслом Роузом, Слэшем, и Даффом Маккаганом.
Это антивоенная песня протеста, описывающая все войны как «гражданские» и утверждающая, что война только «кормит богатых в то время, как хоронит бедных» (feeds the rich while it buries the poor). В песне певец Эксл Роуз вопрошает: "В любом случае, что вообще гражданского в войне?" («What’s so civil about war, anyway?»).

## История
Слэш утверждал, что первоначально песня представляла собой инструментал, написанный им непосредственно перед тем, как группа выехала на гастроли в Японию в рамках мирового тура Appetite for Destruction. Эксл Роуз написал текст, и композиция была доработана до полноценной песни во время саундчека в австралийском Мельбурне.  27 сентября 1993 года Дафф Маккаган в интервью Rockline рассказал как появилась песня:

В основном это был риф, который мы хотели бы сделать на саундчеках. Эксл придумал пару строк в начале. И … я пошёл на марш мира, когда был маленьким ребенком, с моей мамой. Мне была примерно четыре года. За Мартина Лютера Кинга. И вот, когда: «Разве вы носите чёрную повязку на руке, после того как они застрелили человека, который сказал: „Мир может длиться вечно?“» Это просто подлинно жизненный опыт, правда.Оригинальный текст (англ.)Basically it was a riff that we would do at sound-checks. Axl came up with a couple of lines at the beginning. And... I went in a peace march, when I was a little kid, with my mom. I was like four years old. For Martin Luther King. And that's when: "Did you wear the black arm band when they shot the man who said: 'Peace could last forever'?" It's just true-life experiences, really.
Песня была записана раньше остальных, вошедших в альбомы Use Your Illusion I и Use Your Illusion II, и стала единственной из них, где на ударных играет барабанщик Стивен Адлер, вскоре заменённый на Мэтта Сорума.
Песня была выпущена в качестве сингла в 1993 году в ряде регионов. Несколько регионов, в которых она не была выпущен, увидел свет мини-альбом The «Civil War» EP. Сингл "Civil War" достиг четвёртого номера в Mainstream Rock chart журнала Billboard.

## Участники записи
- Эксл Роуз — основной вокал, насвистывание
- Иззи Стрэдлин — ритм-гитара
- Слэш — соло-гитара, акустическая гитара
- Дафф Маккаган — бас-гитара, бэк-вокал
- Стивен Адлер — ударные
- Диззи Рид — фортепиано